# 朱比利峰
朱比利峰（英語：Jubilee Peak），是南極洲的山峰，位於南設得蘭群島的克拉倫斯島北端，處於勞埃德角以西，海拔高度約500米，由英國南極名稱諮詢委員會命名，現時由南極條約體系管理。